# Des Töchterleins Leid
Des Töchterleins Leid ist ein Schweizer Horrorfilm von Juval Marlon aus dem Jahr 2022. Er vermischt Elemente des Horrorfilms mit denen des Filmdramas.

## Handlung
Zu Beginn des Films strippt eine Prostituierte für einen Freier, der eifrig Fotos schiesst. Als er sie anfassen will, beendet sie die Session und wirft ihn hinaus.
Im Anschluss holt die Prostituierte ihren Vater ab. Die beiden sind entfremdet. Der letzte Wunsch der verstorbenen Mutter war es, dass die beiden sich wieder vertragen. So besuchen sie eine Kirche und das Grab. Sie versuchen sich näher zu kommen, was dem Vater, einem Freigeist und gescheiterten Schriftsteller, zunehmend schwerfällt. Als die beiden über sein neues Projekt, eine Studie über den männlichen Sextrieb, sprechen, kommen sie unweigerlich auf den Lebenswandel der Tochter zu sprechen und geraten in Streit. Weinend verlässt die Tochter die Berghütte, in der sie sich eingemietet haben. Im nahegelegenen Wald trifft sie auf einen Reisenden, der vorgibt, sich verirrt zu haben, und in hochgestochener Sprache um Obdach bittet. Sie führt den Reisenden in ihre Hütte. Die drei freunden sich nach einem Alkoholexzess an und man beschliesst, am nächsten Tag den Gipfel zu erklimmen.
Am nächsten Morgen geht es in den Wald, doch die beiden nehmen keine Rücksicht auf die Tochter, die vor Erschöpfung zusammenbricht. Nachdem sie die Tour abgebrochen haben und zurück in die Berghütte kommen, eskaliert die Situation. Der Reisende bedroht und beschimpft die Tochter, während der Vater bierselig zuschaut. Schliesslich wird der Reisende brutal und schlägt die Tochter zusammen. Im Anschluss bedroht er sie mit dem Messer, entkleidet sie und stösst ihr das Messer in den Anus. Anschliessend vergewaltigt er sie. Als er fertig ist, dreht er sich zum Vater um und sagt zu ihm, er sei an der Reihe. Dieser entkleidet sich nun ebenfalls und vergewaltigt ebenfalls seine Tochter. Als er fertig ist, schiesst der Reisende mit einem Luftgewehr in die Vulva der bewusstlosen Tochter. Anschliessend bringen sie beide die weggetretene Tochter nach oben ins Badezimmer und ertränken sie in der Wanne.
Der Reisende zieht unbehelligt von dannen, während der Vater den Freitod auf dem Berggipfel wählt.

## Hintergrund
Der Film wurde 2023 produziert und erschien 2024 über Black Lava Entertainment und UncutTV als grosse Hartbox und Mediabook mit Drehbuch. Beigefügt wurde der Kurzfilm Emanzipation & Müssiggang (2023) von René Wiesner, der aus den Foltergeräuschen aus dem Ende des Films besteht, zu denen eine Schnecke gezeigt wird. Im Anschluss sieht man Violetta Sangue einen Vertrag unterschreiben und sie erklärt dazu, am Film aus freien Stücken teilgenommen zu haben. Zudem sei die Selbstverstümmelung im Film ihre Idee gewesen.
Ein weiterer Bonusfilm auf der DVD ist Die Schändung, ein 13-minütiger Kurzfilm, der ähnlich wie Des Töchterleins Leid eine Mordsequenz an einer Prostituierten zeigt. Der Kurzfilm entstand 2022 und war die erste Hauptrolle von Violetta Sangue.
Auf einer Bonus-DVD befinden sich ausserdem die Filme Einöde der Peiniger (2022) und Todesmarsch nach Chiasso (2023).